# Molophilus phallacanthus
Molophilus phallacanthus är en tvåvingeart som beskrevs av Alexander 1950. Molophilus phallacanthus ingår i släktet Molophilus och familjen småharkrankar. Inga underarter finns listade i Catalogue of Life.